# 臺灣警察專科學校
臺灣警察專科學校（簡稱警察專科學校、警專，舊名警察學校）是中華民國政府培養基層警察、消防和海巡單位之警察官教育的學校。該校與中央警察大學為台灣唯二的警察學校，隸屬於內政部警政署，校址位於臺灣臺北市文山區。

## 校史
- 1945年10月27日，臺灣省行政長官公署警務處接管臺灣總督府警察官及司獄官練習所，臺灣省警察訓練所創立。[1]10月27日成為臺灣警察專科學校的校慶。
- 1945年12月1日，由於臺灣總督府警察官及司獄官練習所原址過小，臺灣省行政長官公署警務處撥用臺北市南門國民學校（今臺北市中正區南門國民小學）作為臺灣省警察訓練所分部。[2]
- 1948年4月1日，臺灣省警察訓練所改制為臺灣省警察學校，辦理初級警察教育。
- 1960年代，臺灣省警察學校遷校至臺北市景美。
- 1982年6月9日，配合《警察教育條例》修正公布施行，臺灣省警察學校增設專科警員班。
- 1986年7月1日，臺灣省警察學校改隸內政部警政署，並改制為臺灣警察學校。
- 1988年4月16日，立法院三讀通過《臺灣警察專科學校組織條例》。1988年6月15日，依據已於1988年4月29日總統令公布施行的《臺灣警察專科學校組織條例》，臺灣警察學校升格為臺灣警察專科學校。

### 歷任校長
臺灣省警察訓練所時期
| 任別 | 姓名   | 任職期間                  | 備註                                                                  |
| ---- | ------ | ------------------------- | --------------------------------------------------------------------- |
| 1    | 徐勵   | 1945年10月27日－1946年7月 | 臺灣光復後首任所長 後調任中央警官學校教務處長 1949年5月回任本校教育長 |
| 2    | 胡福相 | 1946年7月－1946年11月27日 | 臺灣省行政長官公署警務處處長兼任 後因病請辭                           |
| 3    | 吳建中 | 1946年12月1日－1947年6月  | 臺灣省行政長官公署警務處督察代理                                      |
| 4    | 王民寧 | 1947年6月－1948年3月31日  | 臺灣省警務處處長兼任                                                  |

臺灣省警察學校時期
| 任別 | 姓名   | 任職期間                     | 備註                                                        |
| ---- | ------ | ---------------------------- | ----------------------------------------------------------- |
| 1    | 王民寧 | 1948年4月1日－1948年11月     | 臺灣省警務處處長兼任                                        |
| 2    | 胡國振 | 1948年11月－1949年2月        | 臺灣省警務處處長兼任                                        |
| 3    | 王成章 | 1949年2月－1950年4月         | 臺灣省警務處處長兼任                                        |
| 4    | 陶一珊 | 1950年4月－1953年6月         | 臺灣省警務處處長兼任                                        |
| 5    | 陳仙洲 | 1953年6月－1955年2月         | 臺灣省警務處處長兼任                                        |
| 6    | 樂幹   | 1955年2月－1956年4月         | 臺灣省警務處處長兼任                                        |
| 7    | 趙龍文 | 1956年4月－1965年3月         | 中央警官學校校長兼任                                        |
| 8    | 周中峰 | 1965年3月－1967年6月         | 臺灣省警務處處長兼任                                        |
| 9    | 黃對墀 | 1967年6月－1968年9月         | 臺灣省警務處處長兼任                                        |
| 10   | 羅揚鞭 | 1968年9月－1972年7月         | 臺灣省警務處處長兼任                                        |
| 11   | 周菊村 | 1972年7月－1976年12月        | 內政部警政署署長兼臺灣省警務處處長兼校長                    |
| 12   | 孔令晟 | 1976年12月－1980年6月        | 內政部警政署署長兼臺灣省警務處處長兼校長                    |
| 13   | 何恩廷 | 1980年6月－1982年2月         | 內政部警政署署長兼臺灣省警務處處長兼校長                    |
| 14   | 陳立中 | 1982年2月－1984年12月3日     | 原內政部警政署副署長，首任專任校長 後調任內政部警政署副署長 |
| 15   | 季錫斌 | 1984年12月4日－1986年6月30日 |                                                             |

臺灣警察學校時期
| 任別 | 姓名   | 任職期間                    | 備註                                            |
| ---- | ------ | --------------------------- | ----------------------------------------------- |
| 1    | 季錫斌 | 1986年7月1日－1988年2月29日 | 原高雄市政府警察局局長 後調任內政部警政署副署長 |
| 2    | 李樹鈺 | 1988年3月1日－1988年6月15日 |                                                 |

臺灣警察專科學校時期
| 任別 | 姓名   | 任職期間                     | 備註 |
| ---- | ------ | ---------------------------- | --- |
| 1    | 李樹鈺 | 1988年6月16日－1992年9月30日 | 原臺中市警察局局長 後調任內政部警政署副署長                                                                               |

代表警專校長的警察機關首長旗

| 2    | 姚高橋 | 1992年10月1日－1993年9月6日  | 原高雄市政府警察局局長 後擔任警政署副署長、中央警察大學校長、警政署署長、首任行政院海岸巡防署署長、立法委員、高雄市副市長 |
| 3    | 呂育生 | 1993年9月7日－1995年4月10日  | 原保安警察第一總隊總隊長 屆齡退休                                                                                         |
| 4    | 王安邦 | 1995年4月11日－1998年2月22日 | 原臺北縣警察局局長 屆齡退休                                                                                               |
| 5    | 鄭榮進 | 1998年2月23日－2002年3月27日 | 原臺北縣警察局局長 後調任內政部警政署副署長                                                                               |
| 6    | 劉勤章 | 2002年3月28日－2008年9月30日 | 原臺北縣政府警察局局長 後調任內政部警政署副署長                                                                           |
| 7    | 陳連禎 | 2008年10月1日－2015年7月15日 | 原彰化縣警察局局長 屆齡退休                                                                                               |
| 8    | 何明洲 | 2015年7月16日－2017年9月20日 | 原內政部警政署警政委員 後調任高雄市政府警察局局長                                                                         |
| 9    | 衛悌琨 | 2017年9月21日－2020年1月15日 | 原內政部警政署副署長 屆齡退休                                                                                             |
| 代理 | 莊進星 | 2020年1月16日－2020年6月19日 | 臺灣警察專科學校教育長代理                                                                                                |
| 10   | 鍾國文 | 2020年6月20日－2023年1月15日 | 原內政部警政署主任秘書 後調任內政部警政署警政委員                                                                         |
| 11   | 詹永茂 | 2023年1月16日－2023年7月17日 | 原內政部警政署警政委員 後任內政部警政署副署長                                                                             |
| 代理 | 葉爾煙 | 2023年7月18日－2024年1月16日 | 臺灣警察專科學校教育長代理                                                                                                |
| 12   | 方仰寧 | 2024年1月17日－2025年8月1日  | 原內政部警政署警政委員 |
| 13   | 劉鴻烈 | 2025年8月1日－現任           | 原內政部警政署警政委員 |

### 歷任教育長
臺灣省警察訓練所時期
| 任別 | 姓名   | 任職期間                 | 備註                                                                    |
| ---- | ------ | ------------------------ | ----------------------------------------------------------------------- |
| 1    | 陳錦廷 | 1945年12月－1946年7月    | 臺灣省警察訓練所教務組長代理 後調任臺灣省行政長官公署警務處專員         |
| 2    | 呂之亮 | 1946年7月－1947年2月     | 原臺灣省行政長官公署警務處督察兼臺中市警察局局長 後調任臺中縣警察局局長 |
| 3    | 周覺生 | 1947年6月－1948年3月30日 |                                                                         |

臺灣省警察學校時期
| 任別 | 姓名   | 任職期間                 | 備註                                                                     |
| ---- | ------ | ------------------------ | ------------------------------------------------------------------------ |
| 1    | 周覺生 | 1948年4月1日－1948年11月 |                                                                          |
| 2    | 汪弼   | 1948年11月－1949年5月    | 後調任臺北市警察局局長                                                   |
| 3    | 徐勵   | 1949年5月－1952年4月     | 本校臺灣省警察訓練所時期首任所長 中央警官學校臺灣警官訓練班副主任兼任    |
| 4    | 梅可望 | 1952年4月－1954年10月    | 原內政部警察總署行政資料室主任 後調任中央警官學校教育長                  |
| 5    | 王泰興 | 1954年10月－1965年7月    | 原中央警官學校臺灣警官訓練班副主任 後調任臺灣省警務處專門委員            |
| 6    | 謝晉驤 | 1965年7月－1973年2月     | 原臺灣省保安警察第二總隊總隊長 任內退休                                  |
| 7    | 陳舉籌 | 1973年2月－1976年3月     | 原臺北市警察局副局長 後調任高雄市警察局局長，1981年8月22日因三義空難殉職 |
| 8    | 周之光 | 1976年7月－1978年7月     | 原臺北市警察局督察長 後調任臺灣省鐵路警察局局長                          |
| 9    | 顏世錫 | 1978年7月－1982年2月     | 原臺北縣警察局局長 後調任臺北市政府警察局局長                            |
| 10   | 王位中 | 1968年9月－1983年4月     | 原臺灣省警察學校副教育長 首任警校內部晉升之教育長，任內退休              |
| 11   | 張裕華 | 1984年9月－1986年6月30日 |                                                                          |

臺灣警察學校時期
| 任別 | 姓名   | 任職期間                    |
| ---- | ------ | --------------------------- |
| 1    | 張裕華 | 1986年7月1日－1988年6月14日 |

臺灣警察專科學校時期
| 任別 | 姓名   | 任職期間                     | 備註                                                  |
| ---- | ------ | ---------------------------- | ----------------------------------------------------- |
| 1    | 張裕華 | 1988年6月15日－1989年7月     | 原花蓮縣警察局局長 任內退休                           |
| 2    | 劉文邦 | 1989年12月18日－1992年4月    | 原彰化縣警察局局長 後調任臺灣省鐵路警察局局長         |
| 3    | 劉鴻珂 | 1992年4月9日－1993年1月      | 原臺灣警察專科學校主任秘書 任內退休                   |
| 4    | 王進旺 | 1993年1月20日－1995年4月     | 原臺灣警察專科學校主任秘書 後調任高雄縣警察局局長     |
| 5    | 謝秀能 | 1995年4月8日－1997年1月      | 原屏東縣警察局局長 後調任桃園縣警察局局長             |
| 6    | 桂京山 | 1997年1月22日－2000年7月     | 原臺灣警察專科學校學生總隊副總隊長 任內退休           |
| 7    | 劉松本 | 2000年9月14日－2007年1月     | 原內政部警政署專門委員 任內退休                       |
| 8    | 洪春木 | 2007年2月2日－2009年7月      | 原屏東縣政府警察局局長 後調任國道公路警察局副局長     |
| 9    | 戴天岳 | 2009年7月7日－2016年1月16日  | 原雲林縣警察局局長 任內退休                           |
| 10   | 李禎琨 | 2016年8月1日－2018年1月16日  | 原內政部警政署保安組組長 屈齡退休                     |
| 11   | 廖美鈴 | 2018年1月24日－2019年3月22日 | 原花蓮縣警察局局長 後調任桃園市政府警察局副局長       |
| 12   | 莊進星 | 2019年3月22日－2023年1月15日 | 原內政部警政署人事室主任 屈齡退休                     |
| 13   | 葉爾煙 | 2023年1月16日－2024年1月16日 | 原國道公路警察局副局長 屈齡退休                       |
| 14   | 林富助 | 2024年1月17日－2024年7月19日 | 原高雄市政府警察局督察長 後調任高雄市政府警察局副局長 |
| 15   | 張素菱 | 2025年1月16日－2025年8月1日  | 原新北市政府警察局主任秘書                            |
| 16   | 張文瑞 | 2025年8月1日－現任           | 原新北市政府警察局主任秘書                            |

## 組織編制
- 校長1人（警監）
  - 教育長1人（警正或警監）
    - 主任秘書1人（警正或警監）

| 行政單位 | 秘書室 | 教務處 1. 註冊組 2. 教材組 3. 課務組 4. 研考組 |
| 行政單位 | 訓導處 1. 訓育組 2. 輔導組 3. 教練組 4. 課外活動組 | 總務處 1. 事務組 2. 械服組 3. 財產組 4. 出納組 |
| 行政單位 | 人事室 | 主計室                                         |
| 行政單位 | 學生總隊 1. 第一大隊 - 警衛隊 - 女生隊 - 學（員）生中隊 2. 第二大隊 - 學（員）生中隊 3. 任務小組 - 學生儀隊 - 學生樂團 - 學生禮警隊 - 園藝小組 - 膳食小組 | 圖書館                                         |
| 行政單位 | 醫務室 | 科學實驗室                                     |
| 行政單位 | 資訊室（任務編組） | 公共關係室（任務編組）                         |

| 教學單位 | 行政警察科               | 刑事警察科 |
| 教學單位 | 交通管理科               | 消防安全科 |
| 教學單位 | 海洋巡防科               | 科技偵查科 |
| 教學單位 | 通識教育中心（任務編組） |            |

## 學制與各班別

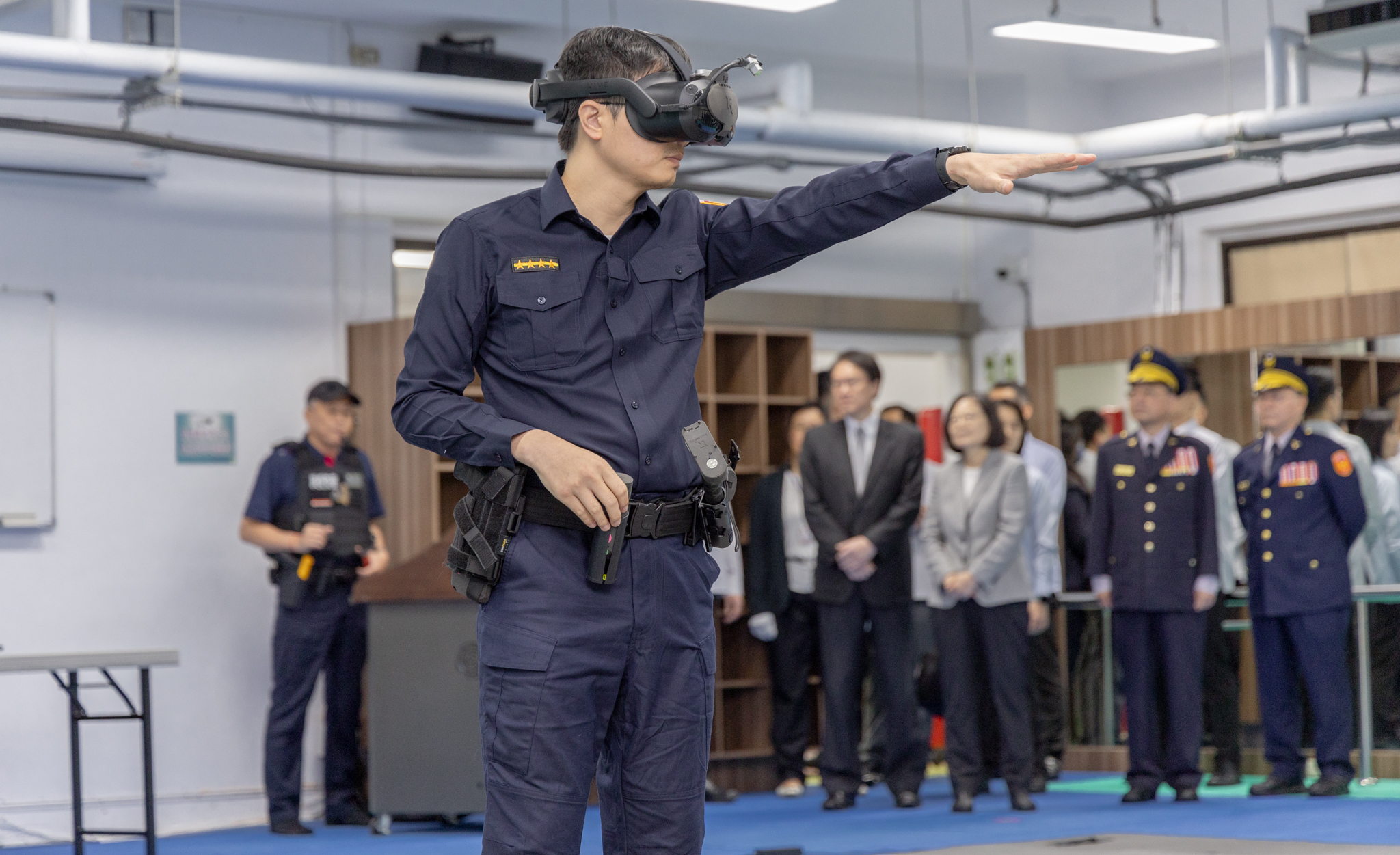
透過虛擬實境進行警勤訓練的學員

警專主要負責基層警察養成教育，學制為二年制專科學校，專科警員班並分為「正期組」與「進修組」，並辦理警察進修教育「巡佐班」，另受考試院委託辦理警察特考錄取人員訓練，簡稱「年度特考班（年特班）」、「基層特考班（基特班）」、「一般特考班」。此外，該校與各保安警察大隊營區，亦作為警察替代役訓練基地。
- 正期組：修業二年，並實施分科教育，畢業受予副學士學位
- 進修組：修業一年，招考現職員警，補修專科學分。
- 巡佐班：修業一月，訓練現職員警，受訓完具巡佐資格。
- 基特班：受訓九個月／一年六個月。高中學歷者可報考，自93起至99年止。
- 年特班（雙軌制）：受訓一年六個月（教育訓練12個月；實務訓練6個月）。
  - 消防特考自100年特起於內政部消防署訓練中心作為訓練場所。
  - 行政特考自101年特至107年特於保安警察第一、四、五總隊營區作為訓練場所，108年特起因正期組及特考員額皆減招而移回警專訓練。111年特起又於保安警察第一、四、五總隊作為訓練場所。
  - 水上特考於海巡署教育訓練測考中心作為訓練場所，受訓一年（教育訓練8個月；實務訓練4個月）。
- 畢業後依科別服務機關。
  - 行政警察、刑事警察、交通管理、科技偵查科畢業生／結業生，分發至一般警察單位（分局、派出所）服務（制服警察），請參見：內政部警政署。
  - 交通電訊警察結業生（96年、97年），分發至內政部警政署警察電訊所服務。
  - 消防安全科畢業生／結業生，分發至消防、救護單位服務（消防隊、救護隊），請參見：內政部消防署。
  - 海洋巡防科畢業生／結業生，分發至海洋巡防單位，請參見：海洋委員會海巡署。

民國101年（專25期）前畢業之警察專科學校生，於林口憲兵學校施予憲兵預備士官教育及警察專長訓練合格後，並授給預備士官適任證書，以後備軍人列管，才可任官。專25期後改為替代役訓。

## 學校象徵

### 學員生服式及標識
依「警察機關學校行政學員生實務訓練特殊作業及專業警察人員服式標識規定」，學員生服式及標識如下：
| 項目   | 說明 |
| ------ | --- |
| 帽     | 大盤帽（男生）：式樣與警察大盤帽同，藏青色，帽簷不繡金色嘉禾穗，帽絆銀色，兩端各綴銀色梅花形小鈕扣一枚。 學警帽（女生）：式樣與女子警察帽同，藏青色，帽簷不繡金色嘉禾穗，帽絆銀色，兩端各綴銀色梅花形小鈕扣一枚。 勤務帽：顏色式樣與警察便服帽同，並於左側加繡銀色學校名稱。 |
| 常服   | 顏色式樣與警察常服同，配以銀色梅花形鈕扣。 |
| 便服   | 顏色式樣與警察便服同。 |
| 領章   | 金屬製成，長五公分、寬一點三公分，左為金色臺灣警專四字，右為學生或學員二字，綴於左右領端。但著用便服時，得免綴領章。 |
| 臂章   | 盾形青色，寬七公分，長九點五公分；上端六點五公分，上繡白色警察專科學校，中綴警徽，下端三公分為白色，繡紅色學生二字。繡佩於左肩頭接縫下二公分處。 |
| 名牌   | 布質，不含包邊為長八公分，寬三公分，章面黑色，分為上、下兩半，上半書金色阿拉伯數字號碼，號碼左邊表示期、隊別，右邊表示學號，專科警員班期別加專字，特考班期別加年特字，下半書金色學生姓名，繡於右上口袋蓋上邊中央。                                                           |
| 年級章 | 銅質製成、波力覆蓋，長四點二公分、寬一點二公分。佩帶於左上口袋蓋上邊中央。章面依下列規定區分其年級： 1.一年級：章面白色，中綴警徽，警徽左右中央加零點二公分寬紅色橫線各一條。 2.二年級：章面白色，中綴警徽，警徽左右加零點二公分寬等距紅色橫線各二條。                       |

## 校園環境
臺灣警察專科學校校本部位於臺北市文山區，由於校地不足無法容納特考班的訓練，行政警察特考班的訓練位於保安警察第一總隊、第四總隊、第五總隊，消防警察特考班的訓練位於內政部消防署訓練中心，水上警察特考班的訓練位於海巡署教育訓練測考中心，但是仍計入警專的學員生總數。

### 地理位置
臺灣警察專科學校地址為臺北市文山區興隆路三段153號，校園東、南、北三面為山丘，西面為圍牆。交通上臨近台北捷運萬芳醫院站、前往大臺北地區各地，交通均十分便利。
- 西：西邊的圍牆與興華國小與萬芳高中相鄰；西南邊為校門、興隆路以及台北捷運文湖線軌道。
- 南：南邊的山丘（至善樓、至美樓）以南為萬芳路。
- 東：東面的山丘（三民樓、樂育樓、回收場）以東為河北公墓。
- 北：北面與東北的山丘（情境中心）以外為萬芳社區。

### 校園道路
舊版校園道路以八德命名，新版校園道路以樹人命名，樹人路與中央警察大學校門口的道路同名。
- 樹人一路／忠孝路：起於興隆路校門，終於和平路。
- 仁愛路：起於樹人樓，終於日新樓
- 樹人二路／信義路：起於治安磐石牆，終於和平路。
- 和平路：起於忠孝路，終於靶場。

### 行政區
- 中興樓：行政大樓，設有校長室、教育長室、主任秘書室、秘書室、公關室、學務處、教務處、總務處等單位。
- 明德樓／經國樓：資訊室、科學實驗室。
- 樹人樓：學生總隊辦公室。

### 教學區
- 樹人樓：為地上十樓、地下一樓建物，每層樓設有教室1~6間、教師休息室、盥洗室，作為學員生上課之用，1樓為學生總隊辦公室，9樓與10樓為書庫與國際會議廳。
- 明德樓／經國樓：為地上八樓、地下一樓建物，每層樓設有教室2~6間、教師休息室、盥洗室，作為學員生上課之用，B1為合作社，6~8樓部分空間作為資訊室與科學研究室使用。
- 日新樓：為地上五樓、地下一樓建物，每層樓設有教室2~5間、教師休息室、盥洗室，作為學員生上課之用。
- 萬芳樓：教師研究室
- 圖書館：圖書館、視聽室、自修室。
- 情境教學中心：原致遠樓，設有模擬派出所、模擬商店街與模擬街道。

### 運動區
- 籃球場
- 綜合體技館：地上二樓之建築物。
- 大禮堂／中正堂：為一座多功能型的禮堂與體育館，地下室有柔道場、健身房。
- 游泳池：50米長、2米深、8條水道的泳池。
- 行健樓靶場：民國87年1月16日完工，地上四樓之建築物，1~3樓設有一個電腦靶場，每個靶場有10個靶位，供學員生上課練習使用。
- 自強樓靶場：民國80年12月完工，地上二樓之建築物，1~2樓設有一個電腦靶場，每個靶場有10~15個靶位，供學員生上課練習使用。
- 後操場：400公尺的跑道，並設有球場、單槓場等。
- 教職員健身中心／學生家屬接待中心：地上三層樓之建物，3樓為教職員健身中心，2樓為餐廳與家屬面會區，1樓設有提款機、停車場與駕駛室。

### 宿舍區
- 至美樓：教職員、替代役宿舍，為單人寢室，地上3層建物，一樓為醫務室。

- 莊敬樓：學員生宿舍，ㄈ字型建物，地上7層樓、地下1層樓，內可置3個學員生中隊，二至三樓1個中隊，四至五樓1個中隊，六至七樓1個中隊，各樓每層20間寢室，每寢室容納6人，容納720名學員生；部分空間改為臨時寢室6間，容納96名學員生；一樓為柔道場與正副大隊長辦公室／寢室，地下室為樂群軒、照相影印部與空氣槍靶場。
- 樂育樓（育才樓、樂群樓）：民國76年10月完工，學員生宿舍，ㄇ字型建物，地上6層樓建物，每棟三至四樓1個中隊，五至六樓1個中隊，可能以上下樓層或隔壁樓層的方式設立中隊，共可置4~8個學員生中隊，各樓每層10間寢室，總共80寢，每寢室容納12人，容納960名學員生；寢室不足時會利用教室／交誼廳作為寢室使用。二樓與一樓為思源餐廳與廚房，樂育樓二樓與三民樓地下一樓相通連。
- 三民樓（民生樓、民權樓、民族樓）：民國71年10月完工，學員生宿舍，E字型建物，地上4層樓、地下2層樓，可能以上下樓層或隔壁樓層的方式設立中隊，共可置8~12個學員生中隊，各樓每層10間寢室，總共120寢，每寢室容納12人，容納1,440名學員生，地下室為思源餐廳(B1)與廚房(B2)，三民樓地下一樓與樂育樓二樓相通連。
- 英才樓：民國105年核定，施工中，學員生宿舍，地上11層樓、地下1層樓，共可置4個學員生中隊，二至三樓1個中隊，四至五樓1個中隊，七至八樓1個中隊，九至十樓1個中隊，共164間寢室，每寢室容納6人，容納984名學員生，一樓六樓十一樓設置集合場。
- 親民樓：學員生宿舍，地上3層建物，每寢室容納10人，每樓10間寢室，容納200名學員生，內可置1-2個學員生中隊，三樓教室目前規畫為寢室10間，容納194名學員生。
- 至善樓：民國65年4月動工，66年6月完工，學員生宿舍，ㄒ字型建物，前棟6層後棟3層建物，內可置1個學員生中隊，一樓、二樓教室目前規劃為70人寢室，三、四樓規劃為10人寢室，共11間寢室，容納250名學員生，後棟屋頂為曬衣場。有趣的是，由於前後棟的設計，五六樓的部分需透過前棟左右兩側的樓梯才能到達，與後棟的前後樓梯不相連通，形成空間使用上分隔的情形。設計之初，係作為消防訓練中心之用。
- 大禮堂／中正堂：民國75年4月完工，學員生宿舍，地上5層樓、地下1層樓，共可置3~5個學員生中隊，1樓2至3個中隊，3至5樓（禮堂剩餘空間）1個中隊，每寢室容納百餘人至數十人不等。104年8月時，1樓設立20人寢室2間、24人寢室1間、48人寢室1間、50人寢室1間、76人寢室2間、80人寢室2間，1樓容納474名學員生；3樓設立152人寢室1間，4樓設立36人、48人寢室各1間，5樓設立56人寢室1間，3至5樓容納292名學員生。二樓以上為禮堂、地下一樓為柔道場、健身房，建物外設有獨立的學員衛浴空間，供學員生盥洗。[28][29]

### 其他
- 原步槍靶場（第五靶場）：現作為回收場、垃圾場、停車場使用。
- 前操場：停車場
- 後山：登山步道─環山小徑

## 外部連結
- 臺灣警察專科學校 （繁體中文）（页面存档备份，存于）